# Shorttrack-Weltcup 2007/08
Der Shorttrack-Weltcup 2007/08 ging vom 19. Oktober 2007 bis 10. Februar 2008 und wurde in sechs Ländern ausgetragen. Die Saisonhöhepunkte waren die Shorttrack-Europameisterschaften 2008 in Ventspils, die Shorttrack-Weltmeisterschaften 2008 in Gangneung und die Shorttrack-Teamweltmeisterschaften 2008 in Harbin.
Von den insgesamt 60 Saisonrennen gingen 54 Siege an die beiden dominierenden Nationen Südkorea (37 Siege) und China (17 Siege), die auch alle Disziplinenweltcupsieger stellten. Viermal gewann ein Kanadier und einmal ein Amerikaner. Den einzigen Triumph für ein europäisches Land feierte die Bulgarin Ewgenija Radanowa.

## Austragungsorte
Die Austragungsorte verteilten sich auf drei Kontinente, auf denen jeweils zwei Weltcups stattfanden: Harbin und Kōbe in Asien; Heerenveen und Turin in Europa; Québec und Salt Lake City in Nordamerika. Während Turin, Québec sowie Turin als Austragungsorte debütierten, organisierte Harbin zum zweiten Mal, Heerenveen zum dritten Mal und Salt Lake City sogar zum vierten Mal einen Weltcup.
| Harbin |

| Kōbe |

| Heerenveen |

| Turin |

| Québec (Stadt) |

| Salt Lake City |

## Frauen

### Weltcup-Übersicht
| Datum                                                                             | Ort            | Disziplin      | Siegerin                                                        | Zweite                                                          | Dritte                                                                               |
| --------------------------------------------------------------------------------- | -------------- | -------------- | --------------------------------------------------------------- | --------------------------------------------------------------- | ------------------------------------------------------------------------------------ |
| 19. bis 21. Oktober 2007                                                          | Harbin         | 500 m          | Wang Meng                                                       | Jung Eun-ju                                                     | Jin Sun-yu                                                                           |
| 19. bis 21. Oktober 2007                                                          | Harbin         | 1000 m         | Wang Meng                                                       | Jung Eun-ju                                                     | Jin Sun-yu                                                                           |
| 19. bis 21. Oktober 2007                                                          | Harbin         | 1500 m         | Cho Ha-ri                                                       | Shin Sae-bom                                                    | Zhou Yang                                                                            |
| 19. bis 21. Oktober 2007                                                          | Harbin         | 1500 m         | Jin Sun-yu                                                      | Yang Shin-young                                                 | Liu Qiuhong                                                                          |
| 19. bis 21. Oktober 2007                                                          | Harbin         | 3000 m Staffel | Volksrepublik ChinaWang Meng Fu Tianyu Liu Qiuhong Zhou Yang    | SüdkoreaJung Eun-ju Park Seung-hi Shin Sae-bom Yang Shin-young  | KanadaAmanda Overland Jessica Gregg Kalyna Roberge Tania Vicent                      |
| 19. bis 21. Oktober 2007                                                          | Harbin         | Team           | Südkorea                                                        | Volksrepublik China                                             | Kanada                                                                               |
| 26. bis 28. Oktober 2007                                                          | Kōbe           | 500 m          | Wang Meng                                                       | Shin Sae-bom                                                    | Zhao Nannan                                                                          |
| 26. bis 28. Oktober 2007                                                          | Kōbe           | 1000 m         | Park Seung-hi                                                   | Wang Meng                                                       | Cho Ha-ri                                                                            |
| 26. bis 28. Oktober 2007                                                          | Kōbe           | 1000 m         | Jin Sun-yu                                                      | Yang Shin-young                                                 | Amanda Overland                                                                      |
| 26. bis 28. Oktober 2007                                                          | Kōbe           | 1500 m         | Jin Sun-yu                                                      | Jung Eun-ju                                                     | Yang Shin-young                                                                      |
| 26. bis 28. Oktober 2007                                                          | Kōbe           | 3000 m Staffel | Volksrepublik ChinaWang Meng Fu Tianyu Liu Qiuhong Zhou Yang    | ItalienArianna Fontana Cecilia Maffei Katia Zini Marta Capurso  | JapanBiba Sakurai Ayuko Itō Mika Ozawa Yuka Kamino                                   |
| 26. bis 28. Oktober 2007                                                          | Kōbe           | Team           | Südkorea                                                        | Volksrepublik China                                             | Kanada                                                                               |
| 23. bis 25. November 2007                                                         | Heerenveen     | 500 m          | Liu Qiuhong                                                     | Zhao Nannan                                                     | Fu Tianyu                                                                            |
| 23. bis 25. November 2007                                                         | Heerenveen     | 500 m          | Wang Meng                                                       | Park Seung-hi                                                   | Fu Tianyu                                                                            |
| 23. bis 25. November 2007                                                         | Heerenveen     | 1000 m         | Jin Sun-yu                                                      | Wang Meng                                                       | Zhou Yang                                                                            |
| 23. bis 25. November 2007                                                         | Heerenveen     | 1500 m         | Jung Eun-ju                                                     | Jin Sun-yu                                                      | Zhou Yang                                                                            |
| 23. bis 25. November 2007                                                         | Heerenveen     | 3000 m Staffel | Volksrepublik ChinaWang Meng Fu Tianyu Liu Qiuhong Zhou Yang    | ItalienArianna Fontana Cecilia Maffei Katia Zini Marta Capurso  | RusslandJekaterina Belowa Walerija Potjomkina Olga Maskaikina Nina Jewtejewa         |
| 23. bis 25. November 2007                                                         | Heerenveen     | Team           | Volksrepublik China                                             | Südkorea                                                        | Italien                                                                              |
| 30. November bis 2. Dezember 2007                                                 | Turin          | 500 m          | Wang Meng                                                       | Fu Tianyu                                                       | Kalyna Roberge                                                                       |
| 30. November bis 2. Dezember 2007                                                 | Turin          | 1000 m         | Yang Shin-young                                                 | Jin Sun-yu                                                      | Katherine Reutter                                                                    |
| 30. November bis 2. Dezember 2007                                                 | Turin          | 1500 m         | Shin Sae-bom                                                    | Kalyna Roberge                                                  | Park Seung-hi                                                                        |
| 30. November bis 2. Dezember 2007                                                 | Turin          | 1500 m         | Jung Eun-ju                                                     | Yang Shin-young                                                 | Zhou Yang                                                                            |
| 30. November bis 2. Dezember 2007                                                 | Turin          | 3000 m Staffel | Volksrepublik ChinaWang Meng Fu Tianyu Liu Qiuhong Zhou Yang    | ItalienArianna Fontana Cecilia Maffei Katia Zini Marta Capurso  | Vereinigte StaatenKimberly Derrick Lana Gehring Carly Wilson Katherine Reutter       |
| 30. November bis 2. Dezember 2007                                                 | Turin          | Team           | Südkorea                                                        | Volksrepublik China                                             | Kanada                                                                               |
| 18. Januar bis 20. Januar 2008 Shorttrack-Europameisterschaften 2008 in Ventspils |                |                |                                                                 |                                                                 |                                                                                      |
| 1. bis 3. Februar 2008                                                            | Québec         | 500 m          | Wang Meng                                                       | Kalyna Roberge                                                  | Zhao Nannan                                                                          |
| 1. bis 3. Februar 2008                                                            | Québec         | 1000 m         | Kalyna Roberge                                                  | Ewgenija Radanowa                                               | Park Seung-hi                                                                        |
| 1. bis 3. Februar 2008                                                            | Québec         | 1000 m         | Zhou Yang                                                       | Jin Sun-yu                                                      | Liu Qiuhong                                                                          |
| 1. bis 3. Februar 2008                                                            | Québec         | 1500 m         | Jin Sun-yu                                                      | Yang Shin-young                                                 | Allison Baver                                                                        |
| 1. bis 3. Februar 2008                                                            | Québec         | 3000 m Staffel | Volksrepublik ChinaWang Meng Meng Xiaoxue Liu Qiuhong Zhou Yang | KanadaAmanda Overland Jessica Gregg Kalyna Roberge Tania Vicent | BulgarienEwgenija Radanowa Marina Georgiewa-Nikolowa Daniela Iwanowa Gergana Patsowa |
| 1. bis 3. Februar 2008                                                            | Québec         | Team           | Volksrepublik China                                             | Südkorea                                                        | Kanada                                                                               |
| 8. bis 10. Februar 2008                                                           | Salt Lake City | 500 m          | Wang Meng                                                       | Zhao Nannan                                                     | Tatjana Borodulina                                                                   |
| 8. bis 10. Februar 2008                                                           | Salt Lake City | 500 m          | Ewgenija Radanowa                                               | Fu Tianyu                                                       | Liu Qiuhong                                                                          |
| 8. bis 10. Februar 2008                                                           | Salt Lake City | 1000 m         | Wang Meng                                                       | Katherine Reutter                                               | Yang Shin-young                                                                      |
| 8. bis 10. Februar 2008                                                           | Salt Lake City | 1500 m         | Zhou Yang                                                       | Katherine Reutter                                               | Allison Baver                                                                        |
| 8. bis 10. Februar 2008                                                           | Salt Lake City | 3000 m Staffel | SüdkoreaJung Eun-ju Park Seung-hi Shin Sae-bom Yang Shin-young  | Volksrepublik ChinaWang Meng Meng Xiaoxue Liu Qiuhong Fu Tianyu | Vereinigte StaatenKimberly Derrick Allison Baver Carly Wilson Katherine Reutter      |
| 8. bis 10. Februar 2008                                                           | Salt Lake City | Team           | Volksrepublik China                                             | Südkorea                                                        | Vereinigte Staaten                                                                   |
| 7. März bis 9. März 2008 Shorttrack-Weltmeisterschaften 2008 in Gangneung         |                |                |                                                                 |                                                                 |                                                                                      |
| 15. und 16. März 2008 Shorttrack-Teamweltmeisterschaften 2008 in Harbin           |                |                |                                                                 |                                                                 |                                                                                      |

### Weltcupstände Frauen
| Rang | Name              | Punkte |
| ---- | ----------------- | ------ |
| 1    | Wang Meng         | 6000   |
| 2    | Fu Tianyu         | 4192   |
| 3    | Zhao Nannan       | 3904   |
| 4    | Park Seung-hi     | 2732   |
| 5    | Kalyna Roberge    | 2540   |
| 6    | Shin Sae-bom      | 2136   |
| 7    | Ewgenija Radanowa | 2096   |
| 8    | Liu Qiuhong       | 1640   |

| Rang | Name              | Punkte |
| ---- | ----------------- | ------ |
| 1    | Jin Sun-yu        | 4502   |
| 2    | Wang Meng         | 4322   |
| 3    | Yang Shin-young   | 3772   |
| 4    | Zhou Yang         | 3074   |
| 5    | Katherine Reutter | 2315   |
| 6    | Jung Eun-ju       | 2050   |
| 7    | Ewgenija Radanowa | 1788   |
| 8    | Park Seung-hi     | 1640   |

| Rang | Name              | Punkte |
| ---- | ----------------- | ------ |
| 1    | Jin Sun-yu        | 4172   |
| 2    | Jung Eun-ju       | 3882   |
| 3    | Zhou Yang         | 3658   |
| 4    | Yang Shin-young   | 3315   |
| 5    | Liu Qiuhong       | 1993   |
| 6    | Katherine Reutter | 1904   |
| 7    | Shin Sae-bom      | 1800   |
| 8    | Mika Ozawa        | 1580   |

| Rang | Team                | Punkte |
| ---- | ------------------- | ------ |
| 1    | Volksrepublik China | 4000   |
| 2    | Südkorea            | 2824   |
| 3    | Italien             | 2610   |
| 4    | Kanada              | 2362   |
| 5    | Vereinigte Staaten  | 2002   |
| 6    | Japan               | 1870   |
| 7    | Russland            | 1640   |
| 8    | Bulgarien           | 1280   |

| Rang | Team                | Punkte |
| ---- | ------------------- | ------ |
| 1    | Volksrepublik China | 5400   |
| 1    | Südkorea            | 5400   |
| 3    | Kanada              | 3584   |
| 4    | Vereinigte Staaten  | 2618   |
| 5    | Japan               | 2234   |
| 6    | Bulgarien           | 1720   |
| 7    | Italien             | 1640   |
| 8    | Russland            | 1337   |

## Männer

### Weltcup-Übersicht
| Datum                                                                             | Ort            | Disziplin      | Sieger                                                         | Zweite                                                                           | Dritte                                                                          |
| --------------------------------------------------------------------------------- | -------------- | -------------- | -------------------------------------------------------------- | -------------------------------------------------------------------------------- | ------------------------------------------------------------------------------- |
| 19. bis 21. Oktober 2007                                                          | Harbin         | 500 m          | François-Louis Tremblay                                        | Sung Si-bak                                                                      | Alex Boisvert-Lacroix                                                           |
| 19. bis 21. Oktober 2007                                                          | Harbin         | 1000 m         | Ahn Hyun-soo                                                   | Lee Ho-suk                                                                       | François-Louis Tremblay                                                         |
| 19. bis 21. Oktober 2007                                                          | Harbin         | 1500 m         | Sung Si-bak                                                    | Lee Seung-hoon                                                                   | Charles Hamelin                                                                 |
| 19. bis 21. Oktober 2007                                                          | Harbin         | 1500 m         | Ahn Hyun-soo                                                   | Lee Ho-suk                                                                       | Song Kyung-taek                                                                 |
| 19. bis 21. Oktober 2007                                                          | Harbin         | 5000 m Staffel | SüdkoreaAhn Hyun-soo Song Kyung-taek Lee Ho-suk Lee Seung-hoon | KanadaCharles Hamelin Steve Robillard Marc-André Monette François-Louis Tremblay | ItalienRoberto Serra Claudio Rinaldi Nicola Rodigari Yuri Confortola            |
| 19. bis 21. Oktober 2007                                                          | Harbin         | Team           | Südkorea                                                       | Kanada                                                                           | Vereinigte Staaten                                                              |
| 26. bis 28. Oktober 2007                                                          | Kōbe           | 500 m          | Sung Si-bak                                                    | François-Louis Tremblay                                                          | Kwak Yoon-gy                                                                    |
| 26. bis 28. Oktober 2007                                                          | Kōbe           | 1000 m         | Sung Si-bak                                                    | Kwak Yoon-gy                                                                     | Charles Hamelin                                                                 |
| 26. bis 28. Oktober 2007                                                          | Kōbe           | 1000 m         | Ahn Hyun-soo                                                   | Song Kyung-taek                                                                  | Charles Hamelin                                                                 |
| 26. bis 28. Oktober 2007                                                          | Kōbe           | 1500 m         | Ahn Hyun-soo                                                   | Lee Ho-suk                                                                       | Song Kyung-taek                                                                 |
| 26. bis 28. Oktober 2007                                                          | Kōbe           | 5000 m Staffel | SüdkoreaAhn Hyun-soo Song Kyung-taek Lee Ho-suk Lee Seung-hoon | KanadaCharles Hamelin Steve Robillard Marc-André Monette François-Louis Tremblay | Volksrepublik ChinaSui Baoku Liu Xiao Liang Wei Jiguang Song Weilong            |
| 26. bis 28. Oktober 2007                                                          | Kōbe           | Team           | Südkorea                                                       | Kanada                                                                           | Volksrepublik China                                                             |
| 23. bis 25. November 2007                                                         | Heerenveen     | 500 m          | Sung Si-bak                                                    | Charles Hamelin                                                                  | Satoru Terao                                                                    |
| 23. bis 25. November 2007                                                         | Heerenveen     | 500 m          | Sung Si-bak                                                    | François-Louis Tremblay                                                          | Kwak Yoon-gy                                                                    |
| 23. bis 25. November 2007                                                         | Heerenveen     | 1000 m         | Ahn Hyun-soo                                                   | Lee Ho-suk                                                                       | Charles Hamelin                                                                 |
| 23. bis 25. November 2007                                                         | Heerenveen     | 1500 m         | Lee Ho-suk                                                     | Song Kyung-taek                                                                  | Ahn Hyun-soo                                                                    |
| 23. bis 25. November 2007                                                         | Heerenveen     | 5000 m Staffel | SüdkoreaSung Si-bak Song Kyung-taek Lee Ho-suk Ahn Hyun-soo    | Volksrepublik ChinaSui Baoku Liu Xiao Liang Wei Jiguang Li Ye                    | JapanSatoshi Sakashita Satoru Terao Takahiro Fujimoto Shinichi Tagami           |
| 23. bis 25. November 2007                                                         | Heerenveen     | Team           | Südkorea                                                       | Kanada                                                                           | Volksrepublik China                                                             |
| 30. November bis 2. Dezember 2007                                                 | Turin          | 500 m          | François-Louis Tremblay                                        | Sung Si-bak                                                                      | J.P. Kepka                                                                      |
| 30. November bis 2. Dezember 2007                                                 | Turin          | 1000 m         | Song Kyung-taek                                                | Ahn Hyun-soo                                                                     | Jordan Malone                                                                   |
| 30. November bis 2. Dezember 2007                                                 | Turin          | 1500 m         | Sung Si-bak                                                    | Charles Hamelin                                                                  | Yuri Confortola                                                                 |
| 30. November bis 2. Dezember 2007                                                 | Turin          | 1500 m         | Ahn Hyun-soo                                                   | Lee Ho-suk                                                                       | Jordan Malone                                                                   |
| 30. November bis 2. Dezember 2007                                                 | Turin          | 5000 m Staffel | SüdkoreaLee Seung-hoon Song Kyung-taek Lee Ho-suk Ahn Hyun-soo | KanadaCharles Hamelin Steve Robillard Marc-André Monette François-Louis Tremblay | ItalienRoberto Serra Claudio Rinaldi Nicola Rodigari Yuri Confortola            |
| 30. November bis 2. Dezember 2007                                                 | Turin          | Team           | Südkorea                                                       | Kanada                                                                           | Vereinigte Staaten                                                              |
| 18. Januar bis 20. Januar 2008 Shorttrack-Europameisterschaften 2008 in Ventspils |                |                |                                                                |                                                                                  |                                                                                 |
| 1. bis 3. Februar 2008                                                            | Québec         | 500 m          | Kwak Yoon-gy                                                   | Charles Hamelin                                                                  | Jon Eley                                                                        |
| 1. bis 3. Februar 2008                                                            | Québec         | 1000 m         | Sung Si-bak                                                    | Li Ye                                                                            | Guillaume Bastille                                                              |
| 1. bis 3. Februar 2008                                                            | Québec         | 1000 m         | Zhang Zhiqiang                                                 | Marc-André Monette                                                               | Guillaume Bastille                                                              |
| 1. bis 3. Februar 2008                                                            | Québec         | 1500 m         | Lee Ho-suk                                                     | Lee Seung-hoon                                                                   | Charles Hamelin                                                                 |
| 1. bis 3. Februar 2008                                                            | Québec         | 5000 m Staffel | SüdkoreaLee Seung-hoon Kwak Yoon-gy Lee Ho-suk Sung Si-bak     | Vereinigte StaatenApolo Anton Ohno Jeff Simon Jordan Malone Charles Leveille     | KanadaCharles Hamelin François Hamelin Marc-André Monette Jean-François Monette |
| 1. bis 3. Februar 2008                                                            | Québec         | Team           | Südkorea                                                       | Kanada                                                                           | Volksrepublik China                                                             |
| 8. bis 10. Februar 2008                                                           | Salt Lake City | 500 m          | Charles Hamelin                                                | Sung Si-bak                                                                      | Satoru Terao                                                                    |
| 8. bis 10. Februar 2008                                                           | Salt Lake City | 500 m          | Sung Si-bak                                                    | Kwak Yoon-gy                                                                     | François Hamelin                                                                |
| 8. bis 10. Februar 2008                                                           | Salt Lake City | 1000 m         | Apolo Anton Ohno                                               | Lee Seung-hoon                                                                   | Lee Ho-suk                                                                      |
| 8. bis 10. Februar 2008                                                           | Salt Lake City | 1500 m         | Lee Seung-hoon                                                 | Lee Ho-suk                                                                       | Apolo Anton Ohno                                                                |
| 8. bis 10. Februar 2008                                                           | Salt Lake City | 5000 m Staffel | SüdkoreaLee Seung-hoon Kwak Yoon-gy Lee Ho-suk Sung Si-bak     | Volksrepublik ChinaSui Baoku Han Jialiang Song Weilong Li Ye                     | Vereinigtes KönigreichJon Eley Paul Worth Paul Stanley Tom Iveson               |
| 8. bis 10. Februar 2008                                                           | Salt Lake City | Team           | Südkorea                                                       | Vereinigte Staaten                                                               | Kanada                                                                          |
| 7. März bis 9. März 2008 Shorttrack-Weltmeisterschaften 2008 in Gangneung         |                |                |                                                                |                                                                                  |                                                                                 |
| 15. und 16. März 2008 Shorttrack-Teamweltmeisterschaften 2008 in Harbin           |                |                |                                                                |                                                                                  |                                                                                 |

### Weltcupstände Männer
| Rang | Name                    | Punkte |
| ---- | ----------------------- | ------ |
| 1    | Sung Si-bak             | 5600   |
| 2    | Kwak Yoon-gy            | 4104   |
| 3    | François-Louis Tremblay | 3600   |
| 4    | Charles Hamelin         | 3440   |
| 5    | Satoru Terao            | 2497   |
| 6    | J.P. Kepka              | 1501   |
| 7    | Jon Eley                | 1438   |
| 8    | Alex Boisvert-Lacroix   | 1217   |

| Rang | Name                    | Punkte |
| ---- | ----------------------- | ------ |
| 1    | Ahn Hyun-soo            | 3800   |
| 2    | Lee Ho-suk              | 3592   |
| 3    | Song Kyung-taek         | 2824   |
| 4    | Charles Hamelin         | 2432   |
| 5    | Sung Si-bak             | 2000   |
| 6    | Jordan Malone           | 1873   |
| 7    | Sui Baoku               | 1786   |
| 8    | François-Louis Tremblay | 1562   |

| Rang | Name            | Punkte |
| ---- | --------------- | ------ |
| 1    | Lee Ho-suk      | 5200   |
| 2    | Ahn Hyun-soo    | 3640   |
| 3    | Lee Seung-hoon  | 2810   |
| 4    | Song Kyung-taek | 2342   |
| 5    | Jordan Malone   | 2231   |
| 6    | Yuri Confortola | 2213   |
| 7    | Charles Hamelin | 2080   |
| 8    | Sung Si-bak     | 2000   |

| Rang | Team                   | Punkte |
| ---- | ---------------------- | ------ |
| 1    | Südkorea               | 4000   |
| 2    | Kanada                 | 3040   |
| 3    | Volksrepublik China    | 2752   |
| 4    | Vereinigte Staaten     | 2132   |
| 5    | Italien                | 2120   |
| 6    | Vereinigtes Königreich | 1706   |
| 7    | Russland               | 1562   |
| 8    | Japan                  | 1398   |

| Rang | Team                   | Punkte |
| ---- | ---------------------- | ------ |
| 1    | Volksrepublik China    | 6000   |
| 2    | Kanada                 | 4640   |
| 3    | Vereinigte Staaten     | 3514   |
| 4    | Volksrepublik China    | 3252   |
| 5    | Japan                  | 2132   |
| 6    | Vereinigtes Königreich | 1706   |
| 7    | Italien                | 1614   |
| 8    | Russland               | 1270   |